# Lambertseter
Lambertseter – część Oslo, która wchodzi w skład dzielnicy administracyjnej Nordstrand. Leży w południowo-wschodniej części tego miasta.
Początki budowy dzielnicy sięgają 1951 roku. Linia tramwajowa została doprowadzona w 1957 roku, zaś metro w 1966 roku.
Do 1 stycznia 2004 Lambertseter był dzielnicą miasta Oslo. Na terenie Lamebertseteter mieści się wielofunkcyjny stadion.

## Znani ludzie pochodzący z Lambertseter
- Kjetil André Aamodt - alpinista[1]
- Susan Goksør Bjerkrheim - piłkarka[2]
- Jim Marthinsen - hokeista[3]
- Aksel Hennie - aktor[4]
- Frode Kyvåg - trener piłki ręcznej[5]
- Øystein Sunde -  norweski piosenkarz folkowy i gitarzysta[6]
- Adil Khan - tancerz[7]
- Deepika Thathall - piosenkarz[8]
- Radka Toneff - wokalistka jazzowa[9]
- Harald Wigaard - Turner - gimnastyk[10]
- Steinar Bjølbakk - hokeista[11]
- Rolf Solem - szef policji w Oslo[12]
- Terje Wibe - piłkarz i szachista[13]